# ملعب آلته فورشتراي
شتاديون آن دير آلتن فورشتراي (بالألمانية: Stadion An der Alten Försterei) و(بالعربية: ملعب بيت الغابة القديم) هو ملعب كرة قدم في العاصمة الألمانية برلين، ويعتبر من أقدم الملاعب في ألمانيا، تم افتتاحه عام 1920 وهو الملعب الرئيسي لنادي يونيون برلين الذي يلعب في الدوري الألماني لكرة القدم.

## وصلات خارجية
- الموقع الرسمي للملعب (بالألمانية)